# Ost
Ost (en francès, Oust) és un municipi francès, situat a la regió d'Occitània, al departament de l'Arieja.